# Nampostadion
Het Nampostadion (Hangul: 남포경기장; Hanja:南浦競技場) is een multifunctioneel stadion in Namp'o, een stad in Noord-Korea. Het stadion wordt vooral gebruikt voor voetbalwedstrijden. In het stadion is plaats voor 30.000 toeschouwers. Het stadion werd geopend in 1974.